# Trifolium infamia-ponertii
Trifolium infamia-ponertii là một loài thực vật có hoa trong họ Đậu. Loài này được Greuter miêu tả khoa học đầu tiên.